# Luigi Camillo Goltieri
Luigi Camillo Goltieri (Asti, 29 agosto 1746 – Parigi, 19 settembre 1818) è stato un abate e educatore italiano.
Nato in una modesta famiglia, compì gli studi ecclesiastici a Roma. Nel 1780 si trasferì in Francia come educatore in un collegio di figli della nobiltà transalpina.

La rivoluzione lo portò a trasferirsi a L'Aia, dove introdusse il suo metodo didattico di istruire con espedienti ludici.
In seguito portò la propria esperienza a Londra dove aprì un liceo gratuito  per i figli degli esuli.
Tornò in Francia nel 1801 dove fondò alcuni istituti di istruzione aperti a tutte le classi sociali. Fu il promotore delle scuole a mutuo insegnamento. Le sue teorie vennero pubblicate e divulgate in tutta Europa.
Ad Asti gli è stata titolata una scuola media intitolata L.C.GOLTIERI, in via Goltieri